# 顧德
顧德爵士，GCMG，DL（英語：Sir William Allmond Codrington Goode，1907年6月8日—1986年9月15日），英國殖民地官員，1953年至1957年擔任新加坡布政司、1957年至1959年擔任末任新加坡總督，新加坡自治邦在1959年成立後短暫出任自治邦元首，1960年至1963年出任末任英屬北婆羅洲總督。